# Mesonísion
Mesonísion (Mesonisi, Lazeni) är en ort i Grekland.   Den ligger i prefekturen Nomós Florínis och regionen Västra Makedonien, i den norra delen av landet, 400 km nordväst om huvudstaden Aten. Mesonísion ligger 616 meter över havet och antalet invånare är 198.
Terrängen runt Mesonísion är kuperad åt sydväst, men åt nordost är den platt. Runt Mesonísion är det ganska glesbefolkat, med 25 invånare per kvadratkilometer. Närmaste större samhälle är Florina, 4,6 km väster om Mesonísion. Trakten runt Mesonísion består till största delen av jordbruksmark.